# Маменков, Николай Трофимович
Николай Трофимович Маменков (22.05.1911 — 30.07.1991) — советский военнослужащий, участник Великой Отечественной войны, полный кавалер ордена Славы, старший разведчик 998-го пушечного артиллерийского полка 3-й артиллерийской дивизии прорыва 5-й гвардейской армии 1-го Украинского фронта, ефрейтор.

## Биография
Родился 9 мая 1911 года в деревне Благодать Славгородского района Могилёвской области Белоруссии в крестьянской семье. Белорус. Окончил 4 класса. В 1937 году переехал с семьёй в Кемеровскую область. Трудился в колхозе Прокопьевского района Кемеровской области.
В Красной Армии с мая 1941 года. В боях Великой Отечественной войны с июня 1941 года.
Старший разведчик 998-го пушечного артиллерийского полка ефрейтор Николай Маменков 16 января 1945 года в бою за польский город Щекоцины разведал замаскированную вражескую батарею 150-миллиметровых орудий и скорректировал огонь нашей артиллерии. Точным огнём батарея неприятеля была накрыта.
Приказом по 3-й артиллерийской дивизии прорыва от 6 февраля 1945 года за мужество и отвагу, проявленные в боях, ефрейтор Маменков Николай Трофимович награждён орденом Славы 3-й степени.
17 февраля 1945 года старший разведчик 998-го пушечного артиллерийского полка ефрейтор Николай Маменков разведал и обозначил на карте передний край обороны противника и его огневые точки у германского населённого пункта Окклиц, а на следующий день по его данным была проведена успешная артиллерийская подготовка.
Приказом по 5-й гвардейской армии от 12 апреля 1945 года за мужество и отвагу, проявленные, в боях ефрейтор Маменков Николай Трофимович награждён орденом Славы 2-й степени.
19 апреля 1945 года близ германского населённого пункта Мюльрозе старший разведчик 998-го пушечного артиллерийского полка ефрейтор Николай Маменков обнаружил четыре вражеских орудия и подготовленные к атаке бронетранспортеры с пехотой. По целеуказаниям Николая Маменкова вражеская батарея была подавлена, бронетранспортеры и пехота подверглись огневому удару. Ефрейтор Маменков был ранен, но поля боя не покинул.
Указом Президиума Верховного Совета СССР от 15 мая 1946 года за образцовое выполнение заданий командования в боях с немецко-вражескими захватчиками ефрейтор Маменков Николай Трофимович награждён орденом Славы 1-й степени, став полным кавалером ордена Славы.
В 1945 году старшина Маменков Н. Т. демобилизован. Жил в посёлке Большая Талда, где работал председателем колхоза имени В. И. Чапаева Прокопьевского района Кемеровской области. Скончался 30 июля 1991 года.
Награждён орденами Отечественной войны 1-й степени, Славы 1-й, 2-й, 3-й степени, медалями.